# Рино 911: Маями
„Рино 911: Маями“ (на английски: Reno 911!: Miami) е американски комедиен филм от 2007 г., базиран на „Рино 911“ по Comedy Central и е режисиран от Робърт Бен Гарант. Разпространен в САЩ от 20th Century Fox и Paramount Pictures в световен мащаб, заедно с Comedy Central Films, филмът е пуснат на 23 февруари 2007 г. със смесени отзиви от критиците.